# Чёрный сентябрь в Иордании
«Чёрный сентябрь» (араб. أيلول الأسود‎) — вооружённый конфликт на территории Иордании между вооружёнными силами Иордании под началом короля Иордании Хусейна и боевиками Организации Освобождения Палестины, которых возглавлял Ясир Арафат. Активная фаза конфликта продолжалась с 16 по 27 сентября 1970 года, но столкновения между иорданскими военными и палестинскими боевиками продолжались и позже в 1971 году.
После Шестидневной войны 1967 года Иордания утратила захваченный в 1948 году так называемый Западный берег, но многие палестинцы оттуда перебрались на Восточный берег, на территорию собственно Иордании — отсюда вооружённые палестинские группировки (фидаи) совершали рейды на Западный берег и территории Израиля. Организация освобождения Палестины (ООП), созданная ещё до Шестидневной войны, получила в Иордании значительное влияние и строила на основе лагерей палестинских беженцев «государство в государстве». ООП заключала союзы с противниками иорданской хашимитской монархии, в том числе сирийской партией Баас, рассчитывая свергнуть короля и установить в стране республиканский строй. 1 сентября 1970 года входящий в ООП Демократический фронт освобождения Палестины организовал неудачное покушение на жизнь короля Хусейна. Спустя несколько дней произошли угоны самолётов на «Досонс Филд»: Народный фронт освобождения Палестины — ещё одна леворадикальная группа, входящая в ООП — угнала три пассажирских самолёта международных авиалиний и посадила их на аэродроме «Досонс Филд» в Эз-Зарке; пассажиры самолётов были взяты в заложники, а сами самолёты взорваны.
По приказу короля иорданская армия попыталась блокировать города, где присутствие ООП было самым сильным, в том числе Амман и Ирбид. Им противостояли палестинские группировки и прибывшие к ним на помощь части сирийской армии, включавшие в себя и танковые дивизии (Сирийское вторжение в Иорданию); руководитель ООП Ясир Арафат возглавил «Армию освобождения Палестины». Иорданской армии удалось с помощью собственных танков и авиации в течение нескольких дней разбить эти силы. Конфликт привёл к гибели тысяч людей, в подавляющем большинстве палестинцев.
Вооружённые столкновения на иорданской территории продолжались до июля 1971 года. Центр деятельности ООП переместился в Ливан, где вскоре также началась гражданская война; в Сирии вскоре после неудачного вторжения в Иорданию произошёл государственный переворот. Созданная палестинцами организация «Чёрный сентябрь» первоначально ставила перед собой задачу отомстить за изгнание из Иордании — она, в частности, совершила убийство премьер-министра Иордании Васфи ат-Телля в 1971 году. Эта организация позже переключилась на атаки против израильских целей — её наиболее известной акцией стал теракт на Олимпийских играх в Мюнхене.

## Предыстория
Созданная в 1964 году, за 3 года до Шестидневной войны, Организация освобождения Палестины (ООП) предъявляла претензии на территорию подмандатной Палестины, включая Восточный Иерусалим и Западный берег реки Иордан. Эти территории были оккупированы в 1948 году Иорданией в ходе Арабо-израильской войны 1947—1949 годов и аннексированы ею в 1950 году, что вызывало серьёзные противоречия между ООП и Иорданией. Несмотря на то, что в ходе Шестидневной войны Западный берег реки Иордан и Восточный Иерусалим были заняты Израилем, Иордания продолжала претендовать на эти территории, а давление руководства ООП на короля Хусейна с целью отказа от претензии на них оказалось безуспешным.

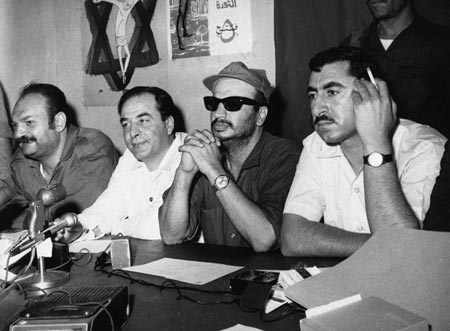
Ясир Арафат с лидером ДФОП Наифом Хаватме и палестинским писателем Камалем Насером на пресс-конференции в Аммане, июнь 1970

В конце 1960-х — первой половине 1970-х годов большинство террористических группировок палестинских арабов сосредоточилось на территории Иордании; сюда же, на Восточный берег Иордана, после Шестидневной войны переместились и базы ФАТХ и других палестинских военизированных организаций. За короткое время палестинцы превратили королевство в свой главный плацдарм, откуда регулярно наносили удары по Израилю. В аэропорт Аммана регулярно садились авиалайнеры международных авиакомпаний, угнанные палестинцами, что формировало образ Иордании как рассадника терроризма.
Очередное обострение палестинско-иорданских отношений произошло в 1966 году, после операции возмездия сил Израиля против базы ООП/ФАТХ в деревне Самуа к югу от Хеврона, после чего ООП и Сирия обвинили короля Хусейна в том, что иорданская армия не способна защитить палестинцев, и призвали граждан Иордании к восстанию против короля.
В 1968 году после сражения при Караме ООП начала создавать в Иордании «государство в государстве» и пошла на обострение конфронтации с королём Хусейном.
Попытки короля Хусейна усмирить палестинцев успеха не имели. Главным козырем ООП были беженцы, нашедшие приют в Иордании, которых Арафат в случае чего грозил вооружить и бросить против королевской армии. Лагеря беженцев, контролируемые вооружёнными палестинскими отрядами, превратились в своего рода государство внутри государства. Палестинцы захватили несколько стратегических пунктов, включая единственный в Иордании НПЗ около Эз-Зарки.
В 1968 году ООП вступила в открытый союз с тремя группировками, находившимися в Иордании вне закона: насеристским «Арабским национальным движением», баасистами и коммунистами. Целью этого альянса было свержение хашимитской монархии и установление республиканского режима на «восточном берегу реки Иордан».
В июне 1970 года противостояние иорданских властей с палестинцами и попытки разоружить палестинскую милицию переросли в вооружённый конфликт. Правительства других арабских стран пытались найти мирное решение конфликта, но непрекращающиеся действия палестинских боевиков на иорданской территории (такие, как уничтожение трёх авиалайнеров, угнанных с международных авиалиний и содержавшихся в пустыне к югу от Аммана) заставили иорданские власти пойти на крайние репрессивные меры.

## События сентября
1 сентября 1970 года марксистско-ленинский Демократический фронт освобождения Палестины (ДФОП) совершил покушение на короля, которое провалилось. Иордания приняла ответные меры против палестинских боевиков, которые переросли в войну между ООП и иорданской армией. Мобилизованная иорданская армия представляла внушительную силу, имевшую на вооружении 500 танков; с другой стороны, у палестинцев танков было всего лишь несколько штук.

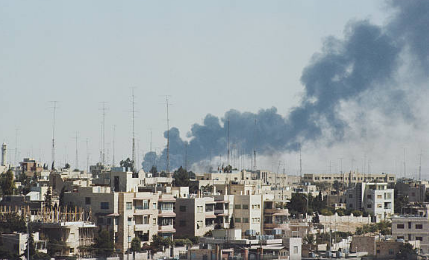
Дым над Амманом во время боёв, 1 октября 1970 года.

6 сентября Ирак, который уже в 1967 году разместил войска в Иордании, призвал Иорданию прекратить огонь. Ирак оставался нейтральным во время конфликта и вывел свои войска из страны до конца 1970 года. ДФОП пытался взять власть в Иордании, но, чтобы отвлечь внимание от своего намерения, угнал почти одновременно 4 самолета и переправил 3 из них с заложниками в Иорданию. Переговоры об освобождении заложников в обмен на палестинских заключённых привлекали внимание мирового сообщества.
16 сентября король Хусейн объявил в стране военное положение. В тот же день Арафат стал главнокомандующим «Армией освобождения Палестины», военного крыла ООП. Началась гражданская война, в ходе которой ООП активно поддержала Сирия. Началось сирийское вторжение в Иорданию.
В танковых боях сирийские Т-55 разбили иорданские «Центурионы» элитной 40-й бригады. Остановить сирийцев смогли лишь массированные удары авиации. Один иорданский штурмовик «Хантер» был сбит сирийцами. По данным английских источников, сирийцы в танковых боях потеряли 62 танка из 300 задействованных, также было неизвестное количество потерь от действий ВВС Иордании, причём большая часть не имела боевых повреждений. Потери Иордании, по данным израильской разведки, составили от 75 до 90 танков из 200 задействованных.. Захваченные иорданские танки палестинцы потом использовали против иорданцев.
Одновременно США и Израиль были готовы вмешаться в конфликт между иорданской армией и палестинцами: США направили в Восточное Средиземноморье свой Шестой флот, а Израиль был готов оказать военную помощь Иордании.
22 сентября иорданская армия атаковала сирийские войска, нанесла им значительный урон и смогла отбросить их с иорданской территории.
К 24 сентября регулярная армия Иордании взяла верх над ООП. Боевики ООП во главе с Ясиром Арафатом были вынуждены бежать в Ливан.

## Последствия
При посредничестве Гамаля Абдель Насера король Хусейн и Ясир Арафат пришли к соглашению. ООП перенесла свои базы в Ливан, а Ясир Арафат перебазировался в Каир.
В результате «событий Чёрного сентября», погибли, по иорданским оценкам, 3—4 тысячи боевиков и гражданских палестинцев (палестинские источники называют цифру в 5 тысяч человек). По словам лидера ООП Ясира Арафата, численность жертв достигала 10 тысяч человек. Совокупные потери во время конфликта оцениваются международными экспертами в 25 тысяч человек.
Около 150 тысяч палестинских беженцев были изгнаны из Иордании.
В Сирии неудача интервенции в Иорданию привела к отставке премьер-министра Нуреддина Аль-Атаси и последующему государственному перевороту.